# لات ویتکام (سمت چرخ)
لات ویتکام (سمت چرخ) (به انگلیسی: Lot Whitcomb (sidewheeler)) یک کشتی است که طول آن ۱۶۰ فوت (۴۹ متر) می‌باشد. این کشتی در سال ۱۸۵۰ ساخته شد.